# Gare de Seclin
Gare de Seclin – stacja kolejowa w Seclin, w regionie Hauts-de-France, we Francji. Znajdują się tu 2 perony.